# 打狗英国領事館文化園区
打狗英国領事館文化園区（だくえいこくりょうじかんぶんかえんく、繁体字中国語: 打狗英國領事館文化園區）は台湾高雄市鼓山区高雄港にある旧イギリス領事館と領事官邸、両館を繋ぐ山道を包括する建造物群。
領事館の2つの建物は台湾で現存最古の西洋近代建築物であり、日本統治時代と戦後の国民政府時代に用途を変えながらも、1987年に中華民国内政部により二級古蹟（直轄市定古跡）に指定を経て（その後2019年に国定古蹟に昇格）、戦災や災害によって損壊した建物の修復が進められた。2013年より一帯を「打狗英国領事館文化園区」として開放、高雄市屈指の観光地となっている。

## 打狗英国領事館

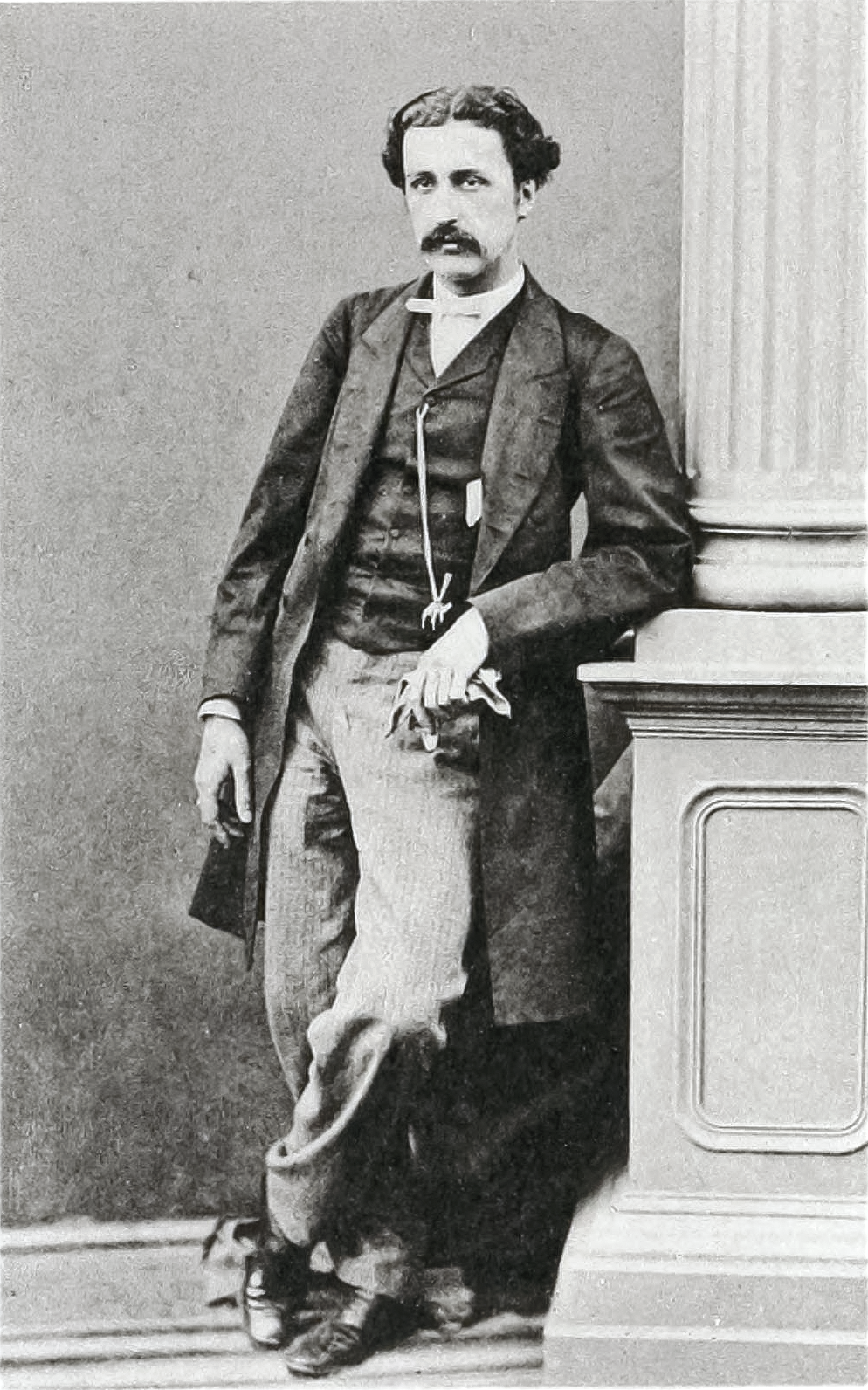
英国初代駐台湾領事ロバート・スウィンホー

1858年、清朝政府とイギリス政府の間で天津条約締結に伴い打狗港が開港し、1864年に同港に税関が設置されることになった。淡水にあった領事館から副領事のロバート・スウィンホーが派遣されたが、当初は港内の廃船「三葉号（Ternate）」を借りて領事業務を行っていた。翌1965年2月に打狗副領事館は領事館に昇格、旗後（現在の旗津区の一部）にあった華人の住居を領事館として借り上げた。同年8月にマックフェイル商会（McPhail & Co、天利洋行）が哨船町（現在の鼓山区哨船頭里）に建てた赤レンガ造りの西洋建築の社屋が完成し、1867年5月からイギリスが借り上げ1910年まで領事館として使われた。その後日本政府（台湾総督府）が水産試験場として、戦後も台湾政府が水産試験所として使用した。2005年に「高雄州水産試験場（英国領事館）」という名義で市政府に古蹟登録を受けた。その後予算が投入され修復をされている。
麓の領事館は対外業務を行う公館であり、埠頭、税関、商船への接近性からこの場所が選ばれた。当時のイギリス政府にとって打狗地区における重要な業務拠点であり、領事裁判権を有していたことから拿捕、牢獄の機能も備えていた:頁18。打狗港地区における規約違反者には洋の東西を問わず罰則として牢獄に幽閉していた。日本の水産試験所として使われた際に大幅な改築がなされたため、清朝時代の面影をみることはほとんどできなくなっている。
1868年に台南の安平港で起きた樟脳貿易を巡る台湾道役人とイギリス人との争いが安平砲擊事件に発展し、打狗領事館が処理に当たっている:頁27、28。
哨船頭では道路を除いて旧領事館と海の間を隔てるものは何もなかったが、戦後は海巡署の安検所事務所が設けられていた。しかし2018年夏に撤去され、往時の姿を取り戻している。

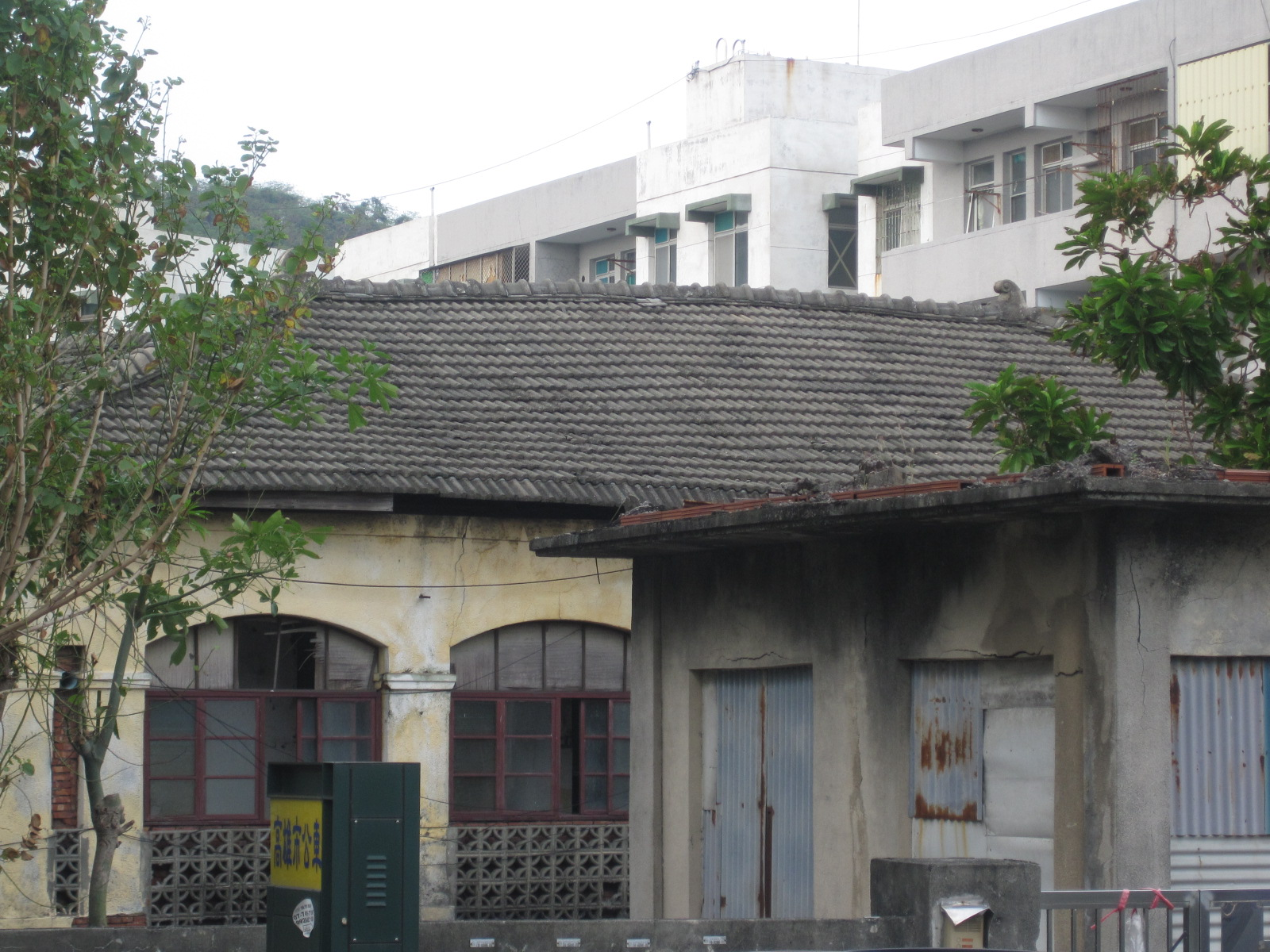
修復前の水産試験場（2010年）

## 打狗英国領事官邸

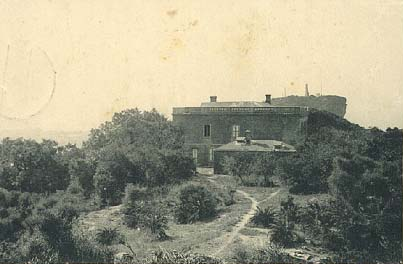
1910年の官邸

領事官邸は西子湾に面する海抜高度30メートルの高台（哨船頭山）にあり、北側は寿山、三方を断崖に囲まれている。麓の領事館とは石段で繋がっている。1877年1月に領事館の山頂の土地を取得、1879年8月より領事官邸が完成した。総面積は471平方メートル:頁42。日本統治時代から1979年までは海洋観測所として使われ、1987年に内政部により「英国領事館」として直轄市定古蹟登録を受ける。歴代の内外政権や使用者が転々としたことで、高台にある官邸と比べて麓の領事館の建築はあまり重要視されずに官邸のほうが領事館としばしば誤認されてきたが、実際には領事館ではなく官邸であり、2009年に訂正されるまでは誤った名称で登録されていたことになる。
領事官邸は植民地仕様の、薔薇と石彫が特徴のバロック建築で、イギリス人が設計した。採寸も英国式の度量衡でありヤードやフィートが使われている。四方を回廊式のバルコニーが囲んでいて柱の上部は半円状のアーチ構造となっている。各部屋には暖炉を備え、下層は地面の高さが不均等なため一部が地下室となっており、倉庫や貯蔵室として主に使われた。赤レンガは中国のアモイから運ばれている。竹状の排水管は清朝末期の洋館の特色。赤レンガの配置や装飾は北方ルネッサンス様式となっている。
山頂の領事官邸は快適性、安全性、プライベートの確保に適している物件として該当したため選定され、建物からは打狗港が一望できる視界の広さだけでなく、石段でしかアクセスできないことによる静粛性があり、領事館職員の住居、または外交使節の迎賓場所として使われた。
古蹟登録を受ける前年の1986年より官邸の修復構想が始動し、打狗港開拓と近代史の文献や鳳山県旧城の模型などを保存、展示する高雄史蹟文物陳列館として再開業。その後修復作業に入り、2004年に再オープンすると来訪者数は40万人超を記録した。2013年10月には台湾の実業家である黄騰輝がオーナーのティーサロン「古典玫瑰園（ローズハウス）」が官邸内に開業した。
|                            |                |
| 領事官邸からの高雄港       | 官邸内の砲台   |
|                            |                |
| 領事官邸からの国立中山大学 | 台湾海峡の夕陽 |
|                            |                |
| 領事官邸からの旗後灯台     |                |

## 登山歩道
官邸（海洋観測所）と領事館（水産試験所）を結ぶ全長約200メートルの階段。領事官邸落成と同時に供用された。花崗岩と珊瑚石、赤レンガで造られている。山頂の官邸に至る坂道は他にもあるが、この歩道のみが園内のものとして扱われている。
|                                              |              |
| 登山歩道中腹                                 | 登山歩道頂点 |
|                                              |              |
| 登山歩道とは別の領事官邸に続く園外の生活歩道 |              |

## 沿革

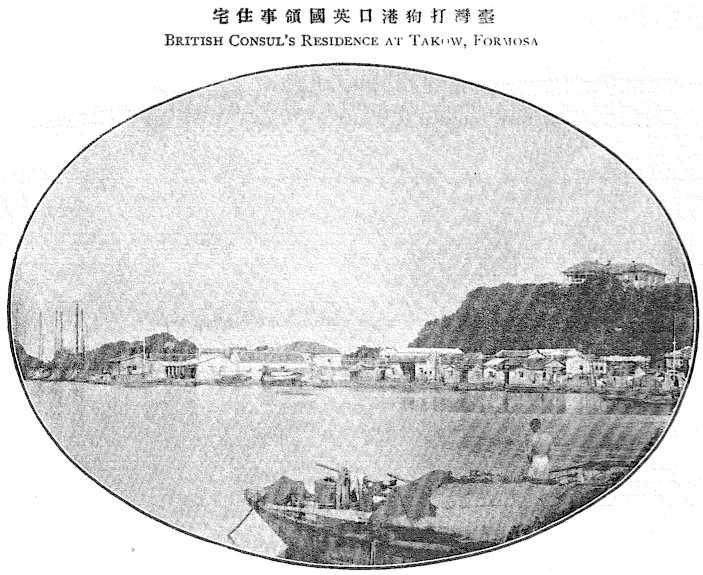
19世紀末の領事館建築一帶の景色

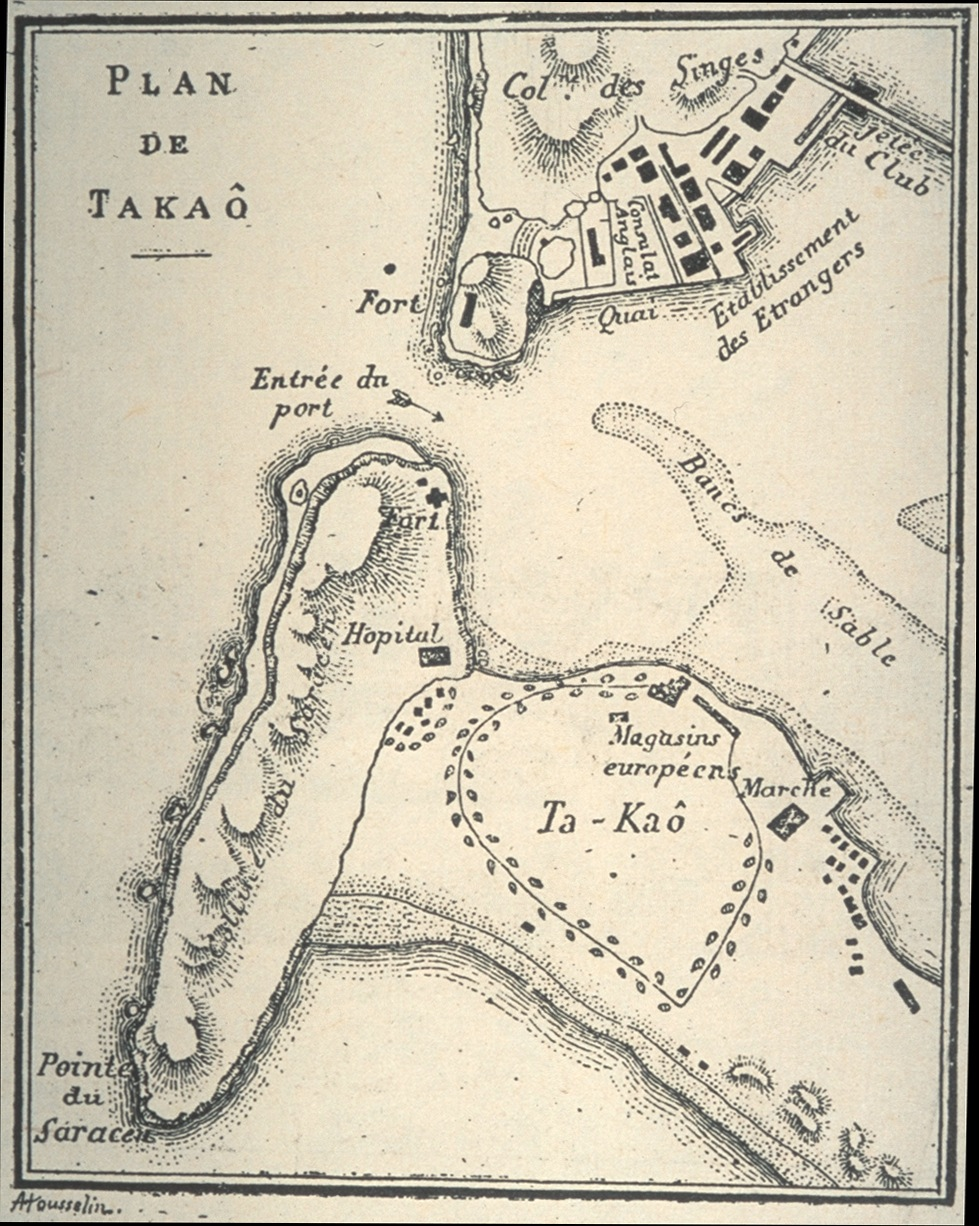
1893年出版《台灣島之歷史與地誌》（L'île Formose : histoire et description）のフランス語地図。図の右上部にある建築群の左側「L」字形建築物が「Consulat Anglais」、即ち英国領事館の当時の位置。

### 清朝時代
- 1858年（咸豊8年）：清朝が天津条約締結により淡水、雞籠（現在の基隆市）、安平、打狗の4港を開港を迫られる[11]:頁(2-3)。
- 1864年（同治3年）：税関が設置され打狗港が正式開港。英領事館が淡水から移転する前は7月に英国副領事ロバート・スウィンホー（R. Swinhoe）が甸徳洋行（Dent & Co.）から打狗港内の廃船「三葉号」（Ternate）を借り上げ仮の副領事館として業務を行う[11]:頁(2-4)。
- 1865年（同治4年）2月：打狗副領事館が領事館に昇格[11]:頁(4-2)、旗後の華人住居を館舍として利用。同年8月に旗後碼頭に天利洋行（Macphail & Co.）の2階建ての洋館を建立。
- 1867年（同治6年）5月：新領事のチャールズ・キャロルが天利洋行との間で旗後の洋館の5年間の賃貸契約を締結、打狗領事館館舍として使うことになった。数週間後に天利洋行は破産し競売で怡記洋行（中国語版）（Elles & Co.）の所有物になったが契約には影響しなかった[2]:頁12。
- 1876年:英国政府は哨船頭碼頭周辺と税関関連の一帯の土地を永久租借権を得たため、領事館建造に着手。英国政府と税関周辺の土地に境界を示す石碑が設置される[11]:頁(2-6)。そのうち2つの石碑は2008年現在も元の場所に存在している。「VR大英國地界1876」、「台湾關地界」と記されている[11]:頁(2-7)。
- 1877年1月：英国政府は哨船頭山上下の関連する土地を正式に取得[11]:頁(2-10)、領事官邸建設計画に着手した。年末に官邸建設が始まる。
- 1879年8月：英国政府は哨船頭碼頭（現在の哨船頭公園）に領事館を、山頂に領事官邸を落成[11]:頁(2-11)、両者を連結する石段も開通した。

### 日本統治時代
- 1895年：下関条約により台湾が日本割譲。
- 1896年1月5日：駐日本公使館の管轄下となり、英国外交通商関係の業務対象が清国政府から大日本帝国政府となる。同年10月31日の明治天皇生誕日祝賀も開かれた[11]:頁(2-18)。
- 1909年：英国領事館は総督府に領事館用地の永久借地権を要求し、条件付きで承認される[11]:頁(2-21)。
- 1910年3月：領事館閉鎖が決定し、領事業務を終了[2]:頁86。
- 1925年12月15日：英国が領事館建屋を日本に売却し、移転登記が完了。英国の永久借地権が消滅[11]:頁(2-24)、(2-39)。
- 1931年4月1日：台湾総督府総督官房に属する高雄海洋観測所（現・高雄気象站（中国語版））を設置し[12]、山頂の官邸を気象台として使用[13]:頁70。
- 1932年：日本政府（総督府）、領事館を高雄州水産試験場として使用[11]:頁(2-24)。
- 1936年5月4日：日本政府、領事官邸を海洋観測所として使用。高雄市役所は高雄海洋観測所設立と高雄州庁舎（中国語版）（現高雄地方法院庁舎）の落成および全島実業大会開催を祝賀、高雄の経済建設を宣伝すべく5月1日から7日まで「高雄港勢展覧会」を開催[14][15]。
- 1939年：高雄州水産試験場が「台湾総督府水産試験場高雄支場」に改称[11]:頁(2-24)。
- 1941年：水産試験所高雄支所設立[11]:頁(2-27)。

### 第二次世界大戦後
- 1949年：終戦に伴い建造物の所有権が中華民国（国民政府）となり、旧領事館の水産試験所は中華民国経済部（現在は行政院農業委員会）傘下の水産試験所（中国語版）と旧領事官邸の気象測候所も接収される[11]:頁(2-30)。
- 1973年5月1日：台湾省気象局高雄測候所が前鎮漁港（中国語版）に移転[13]:頁71、旧領事官邸は管理者不在となり放置される。
- 1976年：水産試験所が移転、旧領事館は試験所職員の宿舍として利用される[11]:頁(2-31)。
- 1977年：領事官邸が台風テルマ（昭和52年台風第4号）により被災、屋根が全壊した[16]:頁19-21。
- 1983年：行政院文化建設委員会（現文化部）が「打狗領事館」（実際には官邸）を古蹟として保存価値があると評定し、修復と調査費用を補助[16]:頁27。
- 1985年2月20日：山頂の旧領事官邸を修復開始[16]:頁27。
- 1986年10月25日：領事官邸の修復が完了し、「高雄史蹟文物陳列館」として使用[16]:頁28。
- 1987年4月17日：中華民国内政部、打狗領事官邸の建築物を二級古蹟に指定する公告。「前清打狗英国領事館」（実際には官邸）として正式登録[4]:頁24。
- 1999年4月22日：高雄市政府が哨船街の領事官邸に通じる唯一の古道を領事館のエリアに編入、合わせて古蹟登録も行うと発表[17]。
- 2004年
  - 5月：高雄市政府文化局が修復された打狗英国領事館官邸運営管理者を公募。市内の漢王洲際飯店（中国語版）（キングシップホテル）が補修・運営権を獲得し、工事開始[18]。
  - 9月：領事官邸が再オープン。英国在台弁事処（中国語版）からエリザベス2世の肖像が高雄市長謝長廷に贈られた[19]。同年で水産試験場の職員宿舎としての使用を終了。
  - 10月18日：高雄市政府、領事館内の階段を登山古道として市指定古蹟登録を正式公告[11]:頁(1-11)。
- 2005年
  - 5月：市の建築界が選定する「建築園冶奨」都市景観部門第1位に選定[20]。
  - 6月10日：高雄市政府は「旧水産試験所」（元英国領事館）の市定古蹟登録を公告[11]:頁(1-11)。
- 2009年7月：高雄市政府文化局、数十年来「打狗英国領事館」名義の西洋建築として誤認されてきた哨船頭山頂上の建築物を「打狗英國領事館官邸」に、麓の埠頭にある旧水産試験所の建築物を正式に「打狗英国領事館」として修正登録。
- 2013年11月12日：英国領事館弁公室と登山古道、英国領事館官邸の3年間の修復作業が完了し、「打狗英国領事館文化園区」として有料で開放[9]。
- 2019年2月22日：領事館、官邸、登山歩道を一括で「打狗英国領事館及官邸」として国定古積昇格の登録公告[21]。

## 周辺
- 霊興殿（中国語版）（十八王公廟）
- 雄鎮北門（中国語版）
- 国立中山大学
- 打狗港（現高雄港）
- 西子湾
- 旗津フェリー鼓山渡輪站（中国語版）

## アクセス
高雄捷運
- 西子湾駅・哈瑪星駅から徒歩約1.5km、または下記のバス

高雄市公車
- 99路、99路区、橘1A、橘1B、橘1C、哈瑪星文化公車で領事館前の「雄鎮北門(打狗英國領事館)」下車すぐ

フェリー
- 上記鼓山渡輪站から対岸（徒歩約600メートル）

## ギャラリー

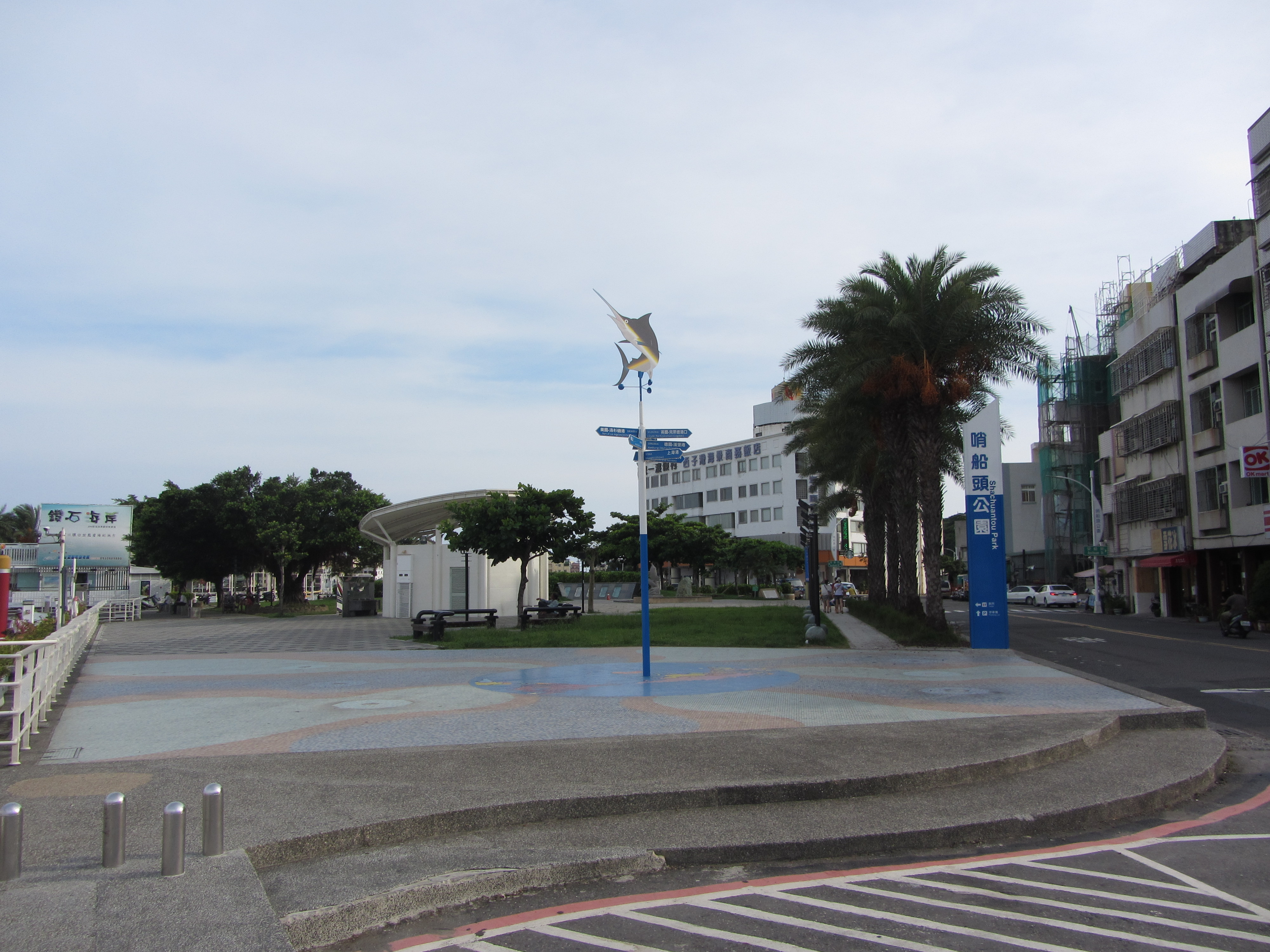
哨船頭公園（旧哨船頭碼頭）

### 註釈
1. ↑  TakaoをDagou、Takowと表記する場合もある